# 小行星78249
小行星78249（78249 Capaccioni）是一颗绕太阳运转的小行星，为主小行星带小行星。该小行星于2002年8月20日发现。
該小行星以義大利天文學家法布里奇奧·卡帕奇奧尼（Fabrizio Capaccioni）命名。

## 轨道参数
小行星78249的轨道半长轴为455 338 896 km，3.0437092 UA，离心率为0.035。